# Wympel R-77
Die Wympel R-77 (NATO-Codename: AA-12 „Adder“; Exportbezeichnung: RWW-AE oder AAM-AE) ist ein mit Aktivradar gelenkter russischer Luft-Luft-Flugkörper mittlerer Reichweite, der noch in der Sowjetunion entwickelt wurde.

## Entwicklung

Alle Varianten der Wympel R-77-Familie

Die Entwicklung des R-77 begann im Jahre 1982 beim „Molnija OKB“ in der Ukraine und trug dort die Bezeichnung „Isdelije 170“. Mit den Flugtests wurde bereits 1984 begonnen. Erstmals wurde die R-77 im Februar 1991 in der belarussischen Hauptstadt Minsk der Öffentlichkeit präsentiert. Die westliche Fachpresse gab der Waffe den Spitznamen „AMRAAMSki“, da ihr Einsatzprofil als BVR-Luftkampfflugkörper mit aktiver Radarsuche dem des amerikanischen AIM-120 AMRAAM ähnelte. Bis Ende 1994 wurden von der Firma Artem in der Ukraine ein erstes Los von 200 Lenkwaffen produziert und an die Russischen Luftstreitkräfte ausgeliefert. Mit der Unabhängigkeit der Ukraine wurde die R-77-Produktion für Russland eingestellt. Bei Artem wurde daraufhin die R-77 nur noch für den Export produziert. In Russland begann man bei Wympel (heute KTRW) erst in den 2000er Jahren mit der Produktion einer abgeänderten Ausführung der R-77. Die ersten dieser R-77-1-Lenkwaffen („Isdelje 170-1“) wurden im Jahr 2016, zusammen mit der Suchoi Su-35 an die Russischen Luftstreitkräfte ausgeliefert. Die Exportbezeichnung der R-77 lautet RWW-AE. Dies bedeutet Wosduch-Wosduch, Aktiwnaja, Eksportnaja (Luft-Luft-Lenkflugkörper, Aktivradar, Exportversion).

## Varianten
Die Versionsgeschichte der R-77 ist relativ undurchsichtig, da viele Varianten nur das Entwurfs- oder Prototypstadium erreicht haben. Es folgt eine Aufzählung einiger bekannter Modifikationen und Modernisierungen.

### Serien-Lenkwaffe
- R-77 (K-77)

1. sowjetische Serienversion des Lenkflugkörpers mit der Bezeichnung „Isdelije 170“. Entwickelt und produziert von Molnija und Artem in der Ukraine. Startmasse 175 kg, Reichweite 80 km.
- R-77-1 (K-77-1)

Die auch als „Isdelije 170-1“ bekannte Version wird seit 2014 von Wympel in Russland produziert. Die R-77-1 verfügt über ein neues Datenlink, den neuen 9B-1348-1-Radarsuchkopf (Isdelije 50-1) sowie über ein Doppelpulsmotor. Startmasse 190 kg, Reichweite 110 km.
- R-77M (K-77M)

Bei der als „Isdelije 180“ bezeichneten Version wurden die vier Gitterflossen am Heck durch konventionelle Steuerflächen ersetzt. Im Jahr 2021 zusammen mit der SU-75 vorgestellt. Sie weist eine Reichweite von über 193 km auf.
- R-77E (RWW-AE)

Variante der R-77 für den Export, auch als „Isdelje 190“ bekannt.
- R-77-SD (RWW-SD)

Variante der R-77M für den Export.

### Projekte
- R-77M1 (K-77ME)

Die auch als Isdelje 180-BD bekannte Version ist eine verbesserte Version der R-77M. Projektstatus ist unbekannt.
- R-77M-PD (RWW-AE-PD)

Diese Variante wurde mit einem Ramjet-Antrieb versehen, der Reichweiten von über 200 km ermöglichen soll. Erste Designstudien wurden 1989 laut Hersteller abgeschlossen. Da staatliches Geld fehlte, ging man zur weiteren Entwicklung ein Joint Venture mit MBDA ein. Laut Wympel endete die Entwicklung 1994. Ob der Flugkörper jemals die Einsatzreife erreicht hat, ist unbekannt.
- R-77-SRK (RWW-AE-SRK)

Diese Variante mit verdickter Flugkörperzelle wurde für den Einsatz als Flugabwehrflugkörper modifiziert. Sie ist mit Schubvektorsteuerung und vergrößertem Feststofftriebwerk modifiziert worden. Sie wurde 2005 erwähnt und wird aus einem VLS-System gestartet. Das Projekt wurde abgebrochen.
- R-77MT (RWW-AE-MT)

Diese Variante wurde mit einem Infrarot-Suchkopf ausgestattet; die genaue Bezeichnung und der Projektstatus sind unbekannt.

## Beschreibung

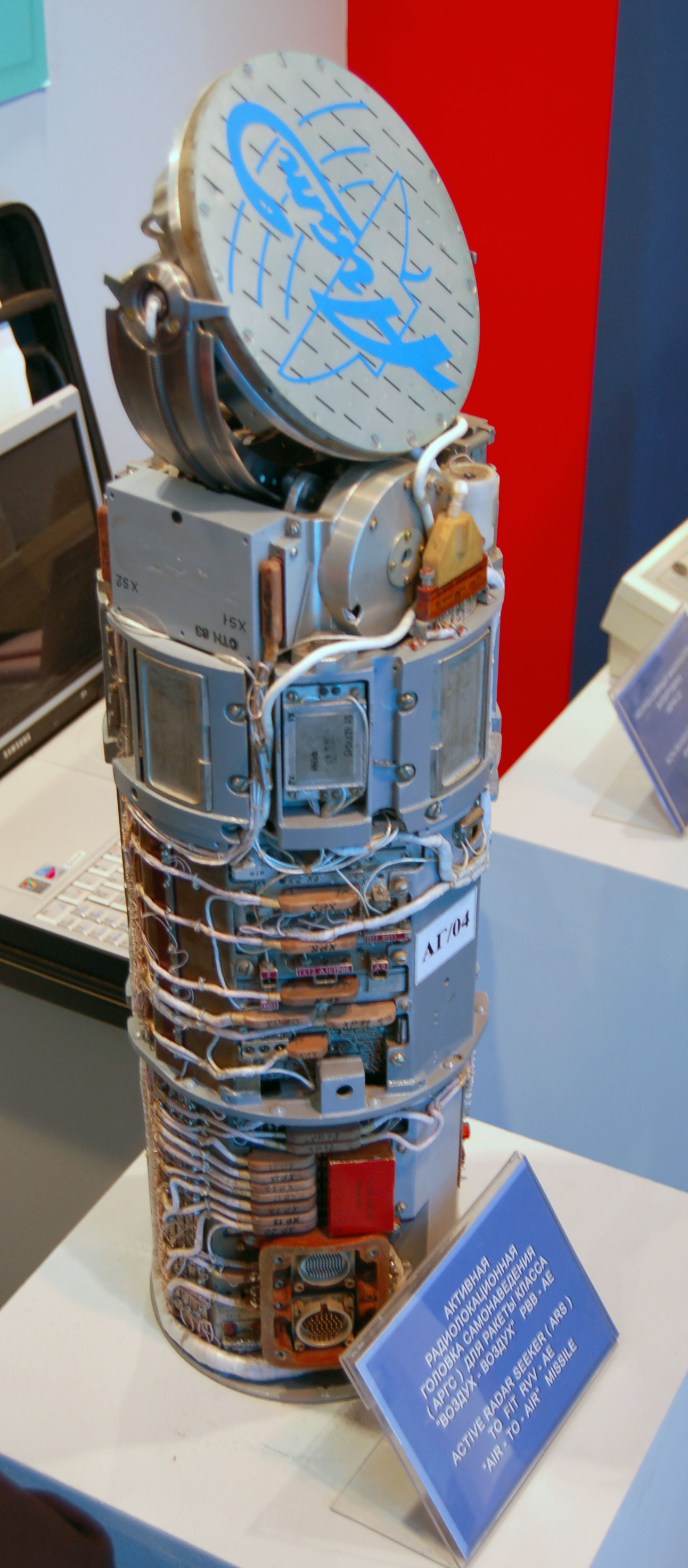
Der Radarsucher der R-77

Der R-77 ist im Wesentlichen wie eine konventionelle Lenkwaffe aufgebaut: Er besteht aus einem Suchsystem, einer Steuerungseinheit, einem Gefechtskopf und einem Triebwerk. Er ist allerdings die erste russische Lenkwaffe, die über ein bordeigenes aktives Radarsystem verfügt. Daher zählt sie zu den Fire-and-Forget-Waffen. Ein besonderes Merkmal sind die vier Gitterflossen am Heck, die ein wenig an einen Kartoffelstampfer erinnern. Durch diese Struktur konnte die Lenkwirkung gegenüber konventionellen Steuerflächen deutlich erhöht werden, was zu einer Steigerung der Wendigkeit führte. Allerdings erzeugt diese Konstruktion auch einen erheblich größeren Luftwiderstand, wodurch sich die Reichweite gegenüber Flugkörpern mit normalen Kontrollflächen zwangsläufig verringerte.
Das Radarsystem wird von dem russischen Konzern Agat hergestellt. Es arbeitet auf Basis des Doppler-Monopuls-Konzepts im Frequenzbereich von 10 bis 20 GHz und kann Ziele mit einem Radarquerschnitt von 5 m² auf eine Distanz von 16 km erfassen. Der angebundene Datenlink für den Empfang von Korrektursignalen besitzt eine Reichweite von bis zu 50 km, wenn die Daten von dem Feuerleitsystem der MiG-29 stammen. Das System ist ohne Radom 60,4 cm lang und wiegt ohne diesen etwa 16 kg. Der Radom selbst kann hohen Temperaturen nur unzureichend widerstehen, weshalb die Höchstgeschwindigkeit des Flugkörpers auf etwa Mach 3 limitiert ist, um so die Reibungshitze entsprechend zu reduzieren. Das Radarsystem besitzt einen sogenannten „look-down“ (dt. etwa: „nach unten schauen“) Modus, wodurch es auch Ziele vor dem Hintergrund von Bodencluttern orten kann, wobei sich diese höchstens zehn Kilometer unter der Flughöhe des Flugkörpers befinden dürfen.
Der R-77 navigiert während der Marschflugphase mittels seines Trägheitsnavigationssystems, das die vermutete Position des Zieles anfliegt. Das Radar der Trägerplattform kann dem Flugkörper auch kontinuierlich aktualisierte Kursdaten zur Verfügung stellen, wenn es noch auf das Ziel aufgeschaltet ist und der Pilot weiterhin auf dieses zufliegt. Bei einer vorausberechneten Entfernung von 20 bis 25 km aktiviert der Flugkörper dann sein eigenes Radarsystem, um das Ziel aufzufassen und autonom zu bekämpfen.

## Plattformen
An einer AKU-170E-Startschiene kann der R-77-Lenkflugkörper von folgenden Kampfflugzeugen aus eingesetzt werden:
- Mikojan-Gurewitsch MiG-31BM (NATO-Codename „Foxhound“)
- Mikojan-Gurewitsch MiG-29S („Fulcrum-C“)
- Mikojan-Gurewitsch MiG-29M (MiG-33) („Fulcrum-F“)
- Mikojan-Gurewitsch MiG-35 („Super-Fulcrum“)
- Suchoi Su-27SKM („Flanker-B“)
- Suchoi Su-30MKI („Flanker-C“)
- Suchoi Su-35S („Flanker-E“)
- Suchoi Su-34 („Fullback“)
- Suchoi Su-57 („Felon“)

## Verbreitung
Das System wird genutzt von:
- Algerien – 400
- Ägypten – 300
- Volksrepublik China – 1692
- Eritrea – Anzahl unbekannt
- Indien – 2540
- Indonesien – 60
- Jemen – 100
- Kasachstan – Anzahl unbekannt
- Vietnam – Anzahl unbekannt
- Malaysia – 185
- Peru – Anzahl unbekannt
- Russland – Anzahl unbekannt
- Serbien – 100
- Sudan – Anzahl unbekannt
- Syrien – 50
- Uganda – Anzahl unbekannt
- Ukraine – Anzahl unbekannt
- Venezuela – 400

## Technische Daten
| Kenngröße                | Daten                                  |
| ------------------------ | -------------------------------------- |
| Hersteller               | Wympel NPO                             |
| Länge                    | 3,6 m                                  |
| Startmasse               | 175 kg                                 |
| Durchmesser              | 0,2 m                                  |
| Spannweite               | 0,7 m                                  |
| Maximale Geschwindigkeit | ca. Mach 4                             |
| Antrieb                  | einstufiger Feststoff-Raketenmotor     |
| Maximale Flugzeit        | 100 s                                  |
| Reichweite               | 80 bis >193 km                         |
| Minimale Einsatzdistanz  | 0,3 km                                 |
| Maximale Flughöhe        | 25–30 km                               |
| Minimale Flughöhe        | 0,02 km                                |
| Maximale Ziel-Manöver    | 40g                                    |
| Lenkung                  | INS, Datenlink, Aktiv, HOJ             |
| Gefechtskopf             | 22,5 kg HE-FRAG, Continuous Rod        |
| Zündung                  | Laser-Annäherungs- und Aufschlagzünder |